# Zhuanglang He
Zhuanglang He (kinesiska: 庄浪河) är ett vattendrag i Kina. Det ligger i provinsen Gansu, i den nordvästra delen av landet, omkring 36 kilometer nordväst om provinshuvudstaden Lanzhou.
Genomsnittlig årsnederbörd är 521 millimeter. Den regnigaste månaden är juli, med i genomsnitt 133 mm nederbörd, och den torraste är december, med 2 mm nederbörd.